# جيمس أولاينكا
أولويمي جيمس أيوديلي أولايينكا (بالإنجليزية: Olujimi James Ayodele Olayinka)‏ هو لاعب كرة يلعب في الدوري الإنجليزي في مركز خط الوسط مع نادي ساوثيند يونايتد.